# Borteyman-Sportkomplex
Der Borteyman-Sportkomplex (englisch Borteyman Sports Complex) ist eine im Bau befindliche Multisportanlage im ghanaischen Accra. Der Sportkomplex wird im Rahmen der Vorbereitung zur Austragung der Afrikaspiele 2023 im März 2024 gebaut. Die Sportanlage befindet sich in Borteyman im Kpone Katamanso Municipal District der Greater Accra Region.
Die Baukosten betragen 122 Millionen Euro. Im Oktober 2023 war der Bau zu 87 Prozent abgeschlossen.
Zu der Anlage gehören:
- Mehrzweckhalle mit 10.000 Zuschauerplätzen
- Schwimmhalle Aquatic Centre mit 1000 Zuschauerplätzen
- Tennisanlage mit einem Centre Court mit einer Zuschauerkapazität von 1000
- Leichtathletikstadion
- Fußballplatz